# Dominique Conil
Pour les articles homonymes, voir Conil.
Dominique Conil est une écrivaine et journaliste française.

## Biographie
D'abord journaliste, elle assure pendant plus d'une décennie la chronique judiciaire et de nombreux reportages, notamment sur la Russie, et la mer d'Aral, ainsi que le suivi des prisons au journal Libération. Elle collabore régulièrement à L'Autre Journal de Michel Butel puis, ultérieurement, à L'Événement du jeudi, à DS Magazine, à L'Humanité (grands reportages), à l'émission Cosmopolitaine sur France Inter (littérature et cinéma), à Elle, à la revue culturelle en ligne délibéré , etc.
Elle a publié aux éditions Flammarion une enquête au long cours sur la justice française, dans ses aspects les plus quotidiens, ou les plus médiatisés : Notre justice. Vivant aujourd'hui entre Paris et les Deux-Sèvres, elle ne fait plus qu'écrire, "je veux dire écrire, pas rapporter".
En octobre 2008 elle  a reçu le prix de l'Inédit Actes-Sud-Le Monde à Mouans-Sartoux pour son roman En espérant la guerre paru chez Actes Sud en octobre 2008. En 2009, ce roman a obtenu deux prix : le Prix de l'inaperçu et le Prix Simenon.
Elle tient un blog sur le quotidien en ligne Mediapart, pour lequel elle est également critique littéraire depuis mai 2011. 